# 普法爾茨-蘇爾茨巴赫
普法爾茨-蘇爾茨巴赫（德語：Pfalz-Sulzbach）是維特爾斯巴赫王朝的分支，屬於維特爾斯巴赫王朝長系（普法爾茨系）。
普法爾茨-茨魏布呂肯伯爵沃夫岡於1569年去世後，領地被五個兒子瓜分；其中奧托·海因里希獲得蘇爾茨巴赫，成為第一任普法爾茨-蘇爾茨巴赫伯爵。1604年奧托·海因里希去世，領地由長兄諾伊堡的菲利普·路德維希繼承，後者將領地重新分配：其長子沃夫岡·威廉繼承普法爾茨-諾伊堡，次子奧古斯特則繼承普法爾茨-蘇爾茨巴赫。

## 普法爾茨-蘇爾茨巴赫伯爵
1. 奧托·海因里希
2. 奧古斯特
3. 克里斯蒂安·奧古斯特
4. 特奧多爾·歐斯塔赫
5. 約翰·克里斯蒂安
6. 卡爾·特奧多爾（1742年成為普法爾茨選侯，1777年因維特爾斯巴赫王朝幼系絕嗣成為巴伐利亞選侯）